# Махра (султанат)
Султанат Махра (араб. سلطنة المهرة‎) — арабско-махрийское государство, существовавшее на территории современной мухафазы Эль-Махра на востоке Южного Йемена (с XVI века до 1967 года). Во главе султаната стояла династия Бану Афрар аль-Махри.

## История султаната
Шейхи Махры из династии Бану Афрар известны, как минимум, с конца XV века. В середине XV века остров Сокотра находился под властью султанов аль-Касири из эш-Шихра (город в области Хадрамаут). В конце XV века будущий лоцман Васко да Гамы, «морской лев» из Рас-эль-Хаймы Ахмад ибн Маджид, пишет в своей «Книге польз об основах и правилах морской науки»: «Сокотра, десятый по значимости остров, населен христианами — потомками греков. Население острова — 20 тыс. человек. Островом владеют шейхи Махры из династии Бану Афрар. На острове есть влиятельная женщина, которая вершит суд среди местных христиан.» Остров Сокотра находился во владении султанов Махры до 1967 года, за исключением 1507—1511 гг., когда островом владели португальцы, 1800 года, когда остров захватывали ваххабиты, и 1834—1839 годов британской оккупации острова).
Султанат Махра был основан в 1549 году. В 1750 году Султанат перешёл под контроль династии Бану Афрар (Afrar). 23 января 1876 был подписан договор между султаном Махры и Сокотры, с одной стороны, и Великобританией, с другой. 23 апреля 1886 Великобритания подписывает с султаном Махры и Сокотры договор о британском протекторате над его владениями. Так в 1886 году султанат стал британским протекторатом и вошёл в Восточный протекторат Аден. В соответствии с этим договором, столица султаната была перенесена из Кишна на Сокотру. В Тамариде(Хадибо) и Калансии был поднят британский флаг.
В начале 1960-х присоединение Махры к Федерации Южной Аравии было отклонено, но Махра оставалась под защитой британского Протектората Южной Аравии. 18 января 1963 года султанат вошёл в состав британского Протектората Южной Аравии.
Усилиями марксистско-ориентированного «Фронта национального освобождения» монархия в Султанате Махра была упразднена 16 октября 1967 года, а территория султаната вошла в состав Народной Республики Южного Йемена 30 ноября 1967 года.
В мае 1990 года Южный Йемен объединился с Северным Йеменом и Махра становится мухафазой Эль-Махра, но остров Сокотра вошёл в состав мухафазы Хадрамаут.

## Султаны Махры
- ок. 1750—1780 гг. Афрар аль-Махри

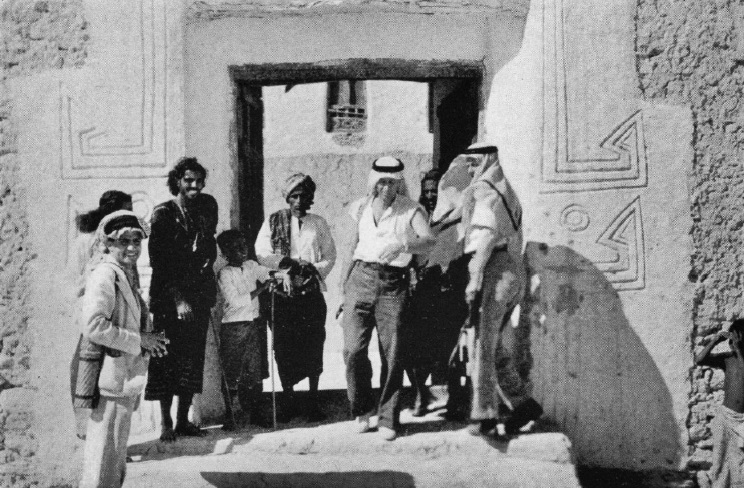
Абдаллах III бин Иса (левая фигура в проёме) с представителем британской администрации (крайний справа), конец 1930-х годов.

- ок. 1780—1800 гг. Тавари I бин Афрар аль-Махри
- ок. 1800—1820 гг. Саид бин Тавари бин Афрар аль-Махри
- 1834?—? гг. Султан бин Амр Афрар аль-Махри (на Сукутре)
- 1834?—? гг. Ахмад I бин Султан Афрар аль-Махри (в Кишне)
- 1835—1845 гг. Амр бин Саад бин Тавари Афрар аль-Махри
- 1845—???? гг. Тавари II бин Али Афрар аль-Махри
- ????—???? гг. Ахмад II бин Саад Афрар аль-Махри
- ????—???? гг. Абдаллах I бин Саад Афрар аль-Махри
- ????—???? гг. Абдаллах II бин Салим Афрар аль-Махри
- 1875?—1907 гг. Али бин Абдаллах Афрар аль-Махри
- 1907—1928? гг. Абдаллах III бин Иса Афрар аль-Махри
- 1946?—1952 гг. Ахмад III бин Абдаллах Афрар аль-Махри
- 1952—1966 гг. Иса бин Али бин Салим Афрар аль-Махри
- 1966—16.10.1967 гг. Абдаллах IV бин Ашур Афрар аль-Махри